# Fearless
Fearless — другий студійний альбом американської кантрі-поп-співачки Тейлор Свіфт. У США платівка вийшла 11 листопада 2008 через лейбл Big Machine Records. До платівки входять п'ять синглів: «Love Story», «White Horse», «You Belong with Me», «Fifteen» та «Fearless». Вона отримала 7 платинових сертифікацій від американської компанії RIAA, 4 від канадської Music Canada, 7 від австралійської ARIA. По всьому світу було продано понад 10 мільйонів копій платівки. Після виходу альбому Свіфт вирушила в тур Fearless Tour, який тривав з квітня 2009 року по липень 2010 року.

## Запис і продакшн
Свіфт придумала ідею для свого другого студійного альбому після того, як написала «Fearless» — пісню про уявне «найкраще перше побачення», під час туру з Бредом Пейслі в середині 2007 року. Продовжуючи романтичні теми свого першого альбому, Свіфт вирішила писати пісні про свої особисті почуття та спостереження за навколишнім світом з погляду підлітка.
Зазвичай Свіфт починала писати, визначаючи основну емоцію пісні, яку вона хотіла передати через мелодію на гітарі. Для інших пісень вона спочатку придумувала назву перш ніж писати її. Хоча деякі пісні були натхненні особистими стосунками Тейлор, вона сказала, що більшість пісень були театралізованими спостереженнями, а не реальним досвідом. До липня 2007 року Свіфт написала аж 75 пісень. Вона записала альбом протягом кількох місяців після гастролей з Джорджем Стрейтом. Нейтан Чапман повернувся в якості продюсера, і запис відбувався в студіях в штаті Теннессі.
До березня 2008 року, співачка записала шість пісень, у тому числі одну, написану в співавторстві з Колбі Калей, «Breathe». Крім нещодавно написаних пісень, до альбому ввійшли треки, які Тейлор спочатку планувала ввести до свого дебютного альбому. Свіфт дебютувала як продюсер звукозапису, продюсуючи всі треки разом з Чепменом.
Стандартне видання альбому складається з тринадцяти треків, оскільки Тейлор вважала тринадцять своїм щасливим числом. З тринадцяти треків Свіфт написала сім сама; решта були написані у співавторстві. Запис тривав вісім місяців і завершився в жовтні 2008 року, коли Свіфт закінчила роботу над треком «Forever & Always».

## Композиція

### Текст пісень

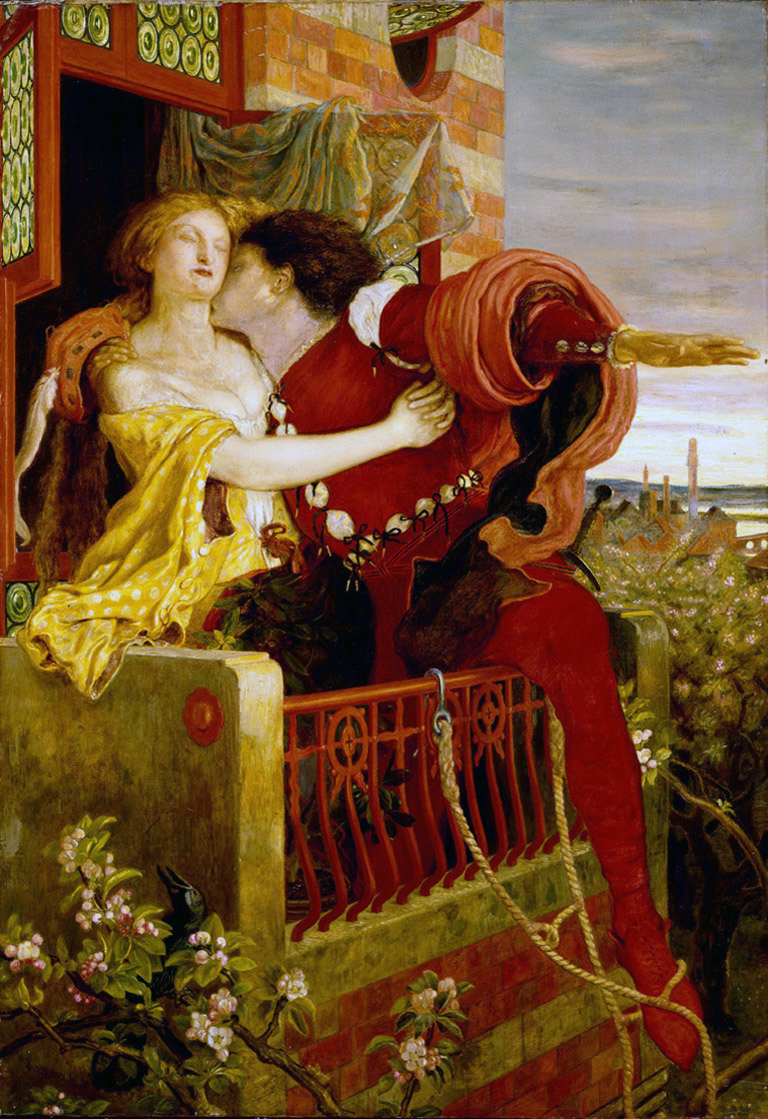
Свіфт написала текст до «Love Story», надихнувшись шекспірівським твором «Ромео і Джульєтта».

Як і в дебютному альбомі Свіфт, головними темами "Fearless є кохання та життя з погляду дівчинки-підлітка старшої школи. Вона написала трек «Fifteen» на першому курсі середньої школи в Гендерсонвіллі, штат Теннессі. У розповіді Свіфт та інша дівчина, на ім'я Ебігейл — її реальна шкільна подруга, — разом переживають підліткове кохання та розбите серце.
У багатьох піснях з альбому використовуються образи, пов'язані з казками, такі як принци, принцеси, білі коні та поцілунки під дощем. Заголовний трек «Fearless» — це уявлення Свіфт про ідеальне перше побачення, на якому вона потрапляє під дощ у своїй «найкращій сукні». А от пісня «Love Story» заснована на «Ромео і Джульєтті» Вільяма Шекспіра.

### Музика
Fearless повторює кантрі-стиль дебютного альбому Свіфт. Треки характеризуються інструментами, пов'язаними з кантрі-музикою, такими як скрипка, банджо, мандоліна та акустична гітара.
Музичні критики сперечалися щодо жанру альбому. Стівен Томас Ерлевайн з AllMusic і Хейзел Сіллс з Pitchfork стверджували, що Fearless більше поп, ніж кантрі; Сіллс писав, що єдині елементи кантрі у Fearless — це «фальшивий кантрі-акцент» Свіфт та кілька фрагментів банджо та скрипки.

## Реліз й просування
Усі пісні в альбомі відображають «безстрашне» ставлення Свіфт до труднощів і викликів у коханні та житті. Тейлор була дизайнером буклета.
Стандартне видання з тринадцяти треків вийшло 11 листопада 2008 року Big Machine Records. 9 березня 2009 року компанія Big Machine у партнерстві з Universal Music Group випустила міжнародне видання, що містить три додаткові треки — «Our Song», «Teardrops on My Guitar» й «Should've Said No».
Співачка оголосила про перевидання Fearless під назвою Platinum Edition 10 вересня 2009 року. Воно вийшло 26 жовтня 2009 року. Пакет Platinum Edition включає CD та DVD. Компакт-диск містить шість додаткових пісень: «Jump Then Fall», «Untouchable», «Forever & Always» (Piano Version), «Come in with the Rain», «SuperStar» і «The Other Side of the Door» — всі вони розміщені перед оригінальними треками. DVD містить музичні кліпи на «Change», «The Best Day», «Love Story», «White Horse» і «You Belong with Me», кадри за лаштунками першого концерту з Fearless Tour і Thug Story — відео, яке Свіфт зняла з репером T-Pain ексклюзивно для церемонії CMT Music Awards 2009.

### Маркетинг
8 червня 2008 року Свіфт виконала пісні з альбому на Clear Channel Stripped; виконання було записано та включено до перевидання Platinum Edition.
До комерційного випуску альбому, «Change» був доступний через iTunes Store 8 серпня як рекламний сингл. Він був включений до AT&T Team USA Soundtrack, зібрання пісень, які грали під час участі Сполучених Штатів у Літніх Олімпійських іграх 2008 року.
Наприкінці 2008 року Свіфт багато з'являлась на телебаченні, щоб рекламувати Fearless, виступаючи в таких шоу, як The Ellen DeGeneres Show, Good Morning America та Late Night with David Letterman. Спеціальний епізод CMT Crossroads за участю Свіфт і рок-гурту Def Leppard, де вони виконують пісні один одного, був записаний 6 жовтня в театрі Roy Acuff в Нашвіллі та показаний на CMT 7 листопада 2008 року.

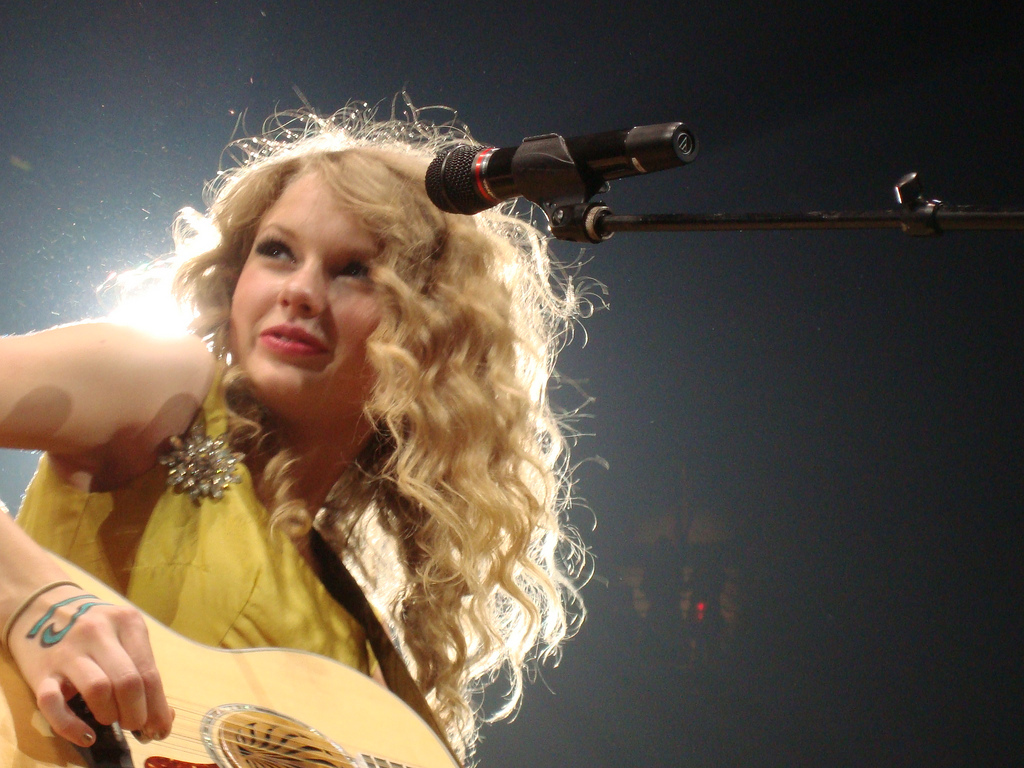
Свіфт під час туру Fearless Tour (фото 2010 року)

Окрім живих виступів, Тейлор використовувала свій аккаунт MySpace для просування альбому серед молодої аудиторії, ділячись уривками пісень перед тим, як вони вийшли на радіо. Свіфт продовжувала з'являтися на телевізійних подіях протягом 2009 року і виступати на нагородженнях, включаючи 51-шу щорічну премію Греммі, CMT Music Awards і Country Music Awards. 2009 року на церемонії нагородження MTV Video Music Awards репер-продюсер Каньє Вест перервав промову Свіфт за перемогу в номінації «Найкраще жіноче відео» на пісню «You Belong with Me». Цей інцидент, знаний як «Kanyegate», спонукав до багатьох інтернет-мемів і широкого висвітлення в ЗМІ.
П'ять пісень вийшли як сингли з Fearless. Головний сингл «Love Story» вийшов 15 вересня 2008 року. Він посів перше місце в рейтингу Hot Country Songs і став першою кантрі-піснею, яка посіла перше місце в Mainstream Top 40, чарті Billboard, який відстежує попрадіо в США. Сингл посів четверте місце в американському чарті Billboard Hot 100, друге місце в британському чарті синглів і став першим синглом Свіфт під номером один в Австралії. Інші чотири сингли потрапили до топ-40 чарту Billboard Hot 100.

### Тур
У січні 2009 року Свіфт оголосила про Fearless Tour, свій перший тур із хедлайнерами. Тур розпочався в Евансвіллі, штат Індіана, 23 квітня. Він тривав протягом шести місяців й відбувався в США та Канаді. У жовтні, коли завершився перший північноамериканський етап, Свіфт оголосила про другий етап туру, який розпочався 4 березня 2010 року в Тампі, штат Флорида. За межами Північної Америки співачка відвідала Австралію та Японію в лютому 2010 року. Тур був зустрінутий великим попитом серед фанів співачки, квитки були розпродані за лічені хвилини. Турне зібрало понад 63 мільйони доларів.

## Комерційний успіх
Fearless мав комерційний успіх у США, встановивши багато рекордів у хіт-парадах і підійнявши Свіфт до популярності. Він провів одинадцять тижнів поспіль під номером один у Billboard 200 й тримав рекорд за кількістю тижнів на першому місці у списку жіночих кантрі-альбомів. Тринадцять композицій з альбому (включно з Platinum Edition) потрапили до топ-40 Billboard Hot 100, встановивши рекорд.
Fearless став першим альбомом після «Born in the U.S.A.» Брюса Спрінгстіна, п'ять пісень з якого увійшли до першої десятки списку-рейтингу, хоча й жодна з яких не досягла першого місця. 2009 року в США було продано 3,217 мільйона копій платівки. Альбом став найпродаванішим у країні. Це досягнення зробило Свіфт, якій на той час було двадцять років, наймолодшою виконавицею та єдиною жінкою-кантрі-музикантом, яка мала альбом-бестселер.
У чарті найкращих кантрі-альбомів Fearless провів тридцять п'ять тижнів на першому місці. Усі сингли були сертифіковані платиновими або мультиплатиновими; треки «You're Not Sorry» і «Forever & Always» стали платиновими; а «Hey Stephen», «Breathe», «The Way I Loved You», «The Best Day», «Change» і «Jump then Fall» — золотими. До жовтня 2020 року альбом розійшовся тиражем у 7,21 мільйона копій у США.

## Перезапис
Свіфт почала перезаписувати свої перші шість студійних альбомів, у тому числі Fearless, у листопаді 2020 року. Рішення було прийнято після публічної суперечки між нею та талант-менеджером Скутером Брауном. Перезапис під назвою Fearless (Taylor's Version) вийшов 9 квітня 2021 року на Republic Records. Версія включає всі треки з Platinum Edition, саундтрек до Дня Святого Валентина «Today Was a Fairytale» (2010) і шість невипущених треків. Після виходу Fearless (Taylor's Version), оригінал знову з'явився в чартах альбомів кількох європейських країн, досягнувши другої позиції в Австрії, Німеччині, Норвегії та третьої позиції у Швейцарії.

## Список пісень
| Fearless – Стандартне видання | Fearless – Стандартне видання       | Fearless – Стандартне видання          | Fearless – Стандартне видання |
| #                             | Назва                               | Автор                                  | Тривалість                    |
| ----------------------------- | ----------------------------------- | -------------------------------------- | ----------------------------- |
| 1.                            | «Fearless»                          | Тейлор Свіфт, Ліз Роуз, Гілларі Ліндсі | 4:01                          |
| 2.                            | «Fifteen»                           | Свіфт                                  | 4:54                          |
| 3.                            | «Love Story»                        | Свіфт                                  | 3:55                          |
| 4.                            | «Hey Stephen»                       | Свіфт                                  | 4:12                          |
| 5.                            | «White Horse»                       | Свіфт & Роуз                           | 3:54                          |
| 6.                            | «You Belong with Me»                | Свіфт & Роуз                           | 3:51                          |
| 7.                            | «Breathe» (у дуеті з Колбі Кейллат) | Свіфт & Колбі Кейллат                  | 4:21                          |
| 8.                            | «Tell Me Why»                       | Свіфт & Роуз                           | 3:20                          |
| 9.                            | «You're Not Sorry»                  | Свіфт                                  | 4:21                          |
| 10.                           | «The Way I Loved You»               | Свіфт & John Rich                      | 4:06                          |
| 11.                           | «Forever & Always»                  | Свіфт                                  | 3:46                          |
| 12.                           | «The Best Day»                      | Свіфт                                  | 4:07                          |
| 13.                           | «Change»                            | Свіфт                                  | 4:40                          |
| 53:30                         |                                     |                                        |                               |

| Fearless – Австралійське турове видання (бонусні треки) | Fearless – Австралійське турове видання (бонусні треки)                                            | Fearless – Австралійське турове видання (бонусні треки) |
| #                                                       | Назва                                                                                              | Тривалість                                              |
| ------------------------------------------------------- | -------------------------------------------------------------------------------------------------- | ------------------------------------------------------- |
| 14.                                                     | «Our Song» (Original mix from Taylor Swift; producer: Chapman)                                     | 3:24                                                    |
| 15.                                                     | «Teardrops on My Guitar» (Original mix from Taylor Swift; writers: Свіфт, Роуз; producer: Chapman) | 3:36                                                    |
| 16.                                                     | «Should've Said No» (Original mix from Taylor Swift; producer: Chapman)                            | 4:06                                                    |
| 17.                                                     | «Love Story» (US Pop Mix)                                                                          | 3:56                                                    |
| 64:29                                                   | |                                                         |

| Fearless – Міжнародне видання (бонусні треки) | Fearless – Міжнародне видання (бонусні треки)                      | Fearless – Міжнародне видання (бонусні треки) |
| #                                             | Назва                                                              | Тривалість                                    |
| --------------------------------------------- | ------------------------------------------------------------------ | --------------------------------------------- |
| 14.                                           | «Our Song» (International mix)                                     | 3:21                                          |
| 15.                                           | «Teardrops on My Guitar» (International mix; writers: Свіфт, Роуз) | 3:15                                          |
| 16.                                           | «Should've Said No» (International mix)                            | 4:08                                          |
| 63:59                                         |                                                                    |                                               |

| Fearless – Цифрове видання (бонусні треки) | Fearless – Цифрове видання (бонусні треки) | Fearless – Цифрове видання (бонусні треки) |
| #                                          | Назва                                      | Тривалість                                 |
| ------------------------------------------ | ------------------------------------------ | ------------------------------------------ |
| 17.                                        | «Love Story» (J Stax Radio Mix)            | 3:38                                       |
| 67:37                                      |                                            |                                            |

| Fearless – Японське видання (бонусні треки) | Fearless – Японське видання (бонусні треки)                                                              | Fearless – Японське видання (бонусні треки) |
| #                                           | Назва | Тривалість                                  |
| ------------------------------------------- | --- | ------------------------------------------- |
| 17.                                         | «Beautiful Eyes» (producer: Robert Ellis Orrall)                                                         | 2:59                                        |
| 18.                                         | «Picture to Burn» (Radio edit; writers: Свіфт, Роуз; producer: Chapman)                                  | 2:57                                        |
| 19.                                         | «I'm Only Me When I'm with You» (writers: Свіфт, Orrall, Angelo Petraglia; producers: Orrall, Petraglia) | 3:33                                        |
| 20.                                         | «I Heart ?» (producer: Orrall)                                                                           | 3:17                                        |
| 66:19                                       | |                                             |

| Fearless – Австралійське розширене видання для iTunes Store (бонусні треки) | Fearless – Австралійське розширене видання для iTunes Store (бонусні треки)                                               | Fearless – Австралійське розширене видання для iTunes Store (бонусні треки) |
| #                                                                           | Назва | Тривалість                                                                  |
| --------------------------------------------------------------------------- | --- | --------------------------------------------------------------------------- |
| 17.                                                                         | «Love Story» (US Pop Mix)                                                                                                 | 3:56                                                                        |
| 18.                                                                         | «Umbrella» (iTunes Live from SoHo; writers: Shawn 'Jay Z' Carter, Kuk Harrell, Terius Nash, Christopher 'Tricky' Stewart) | 1:31                                                                        |
| 19.                                                                         | «Picture to Burn» (iTunes Live from SoHo; writers: Свіфт, Роуз)                                                           | 3:33                                                                        |
| 20.                                                                         | «Should've Said No» (iTunes Live from SoHo)                                                                               | 4:29                                                                        |
| 21.                                                                         | «A Place In This World» (iTunes Live from SoHo; writers: Свіфт, Orrall, Petraglia)                                        | 3:26                                                                        |
| 22.                                                                         | «Video Interview Piece»                                                                                                   | 3:00                                                                        |
| 23.                                                                         | «Love Story» (music video)                                                                                                | 4:01                                                                        |
| 58:04                                                                       | |                                                                             |

| Fearless – Збільшене CD (бонусні відео) | Fearless – Збільшене CD (бонусні відео) | Fearless – Збільшене CD (бонусні відео) | Fearless – Збільшене CD (бонусні відео) |
| #                                       | Назва                                   | Режисер(и)                              | Тривалість                              |
| --------------------------------------- | --------------------------------------- | --------------------------------------- | --------------------------------------- |
| 1.                                      | «Love Story» (music video)              | Trey Fanjoy                             | 3:57                                    |
| 2.                                      | «Change» (music video)                  | Shawn Robbins                           | 4:33                                    |

| Fearless – Обмежене видання для Target (бонусний DVD) | Fearless – Обмежене видання для Target (бонусний DVD) | Fearless – Обмежене видання для Target (бонусний DVD) |
| #                                                     | Назва                                                 | Тривалість                                            |
| ----------------------------------------------------- | ----------------------------------------------------- | ----------------------------------------------------- |
| 1.                                                    | «Change» (Recording)                                  | 16:36                                                 |
| 2.                                                    | «Breathe» (Recording) (із Колбі Кейллат)              | 12:59                                                 |

| Fearless – Платинове видання | Fearless – Платинове видання                                                  | Fearless – Платинове видання |
| #                            | Назва                                                                         | Тривалість                   |
| ---------------------------- | ----------------------------------------------------------------------------- | ---------------------------- |
| 1.                           | «Jump Then Fall»                                                              | 3:56                         |
| 2.                           | «Untouchable» (writers: Свіфт, Cary Barlowe, Nathan Barlowe, Tommy Lee James) | 5:11                         |
| 3.                           | «Forever & Always» (Piano Version)                                            | 4:27                         |
| 4.                           | «Come in with the Rain» (writers: Свіфт, Роуз)                                | 3:58                         |
| 5.                           | «Superstar» (writers: Свіфт, Роуз)                                            | 4:21                         |
| 6.                           | «The Other Side of the Door»                                                  | 3:57                         |
| 7.                           | «Fearless» (writers: Свіфт, Роуз, Ліндсі)                                     | 4:01                         |
| 8.                           | «Fifteen»                                                                     | 4:54                         |
| 9.                           | «Love Story»                                                                  | 3:55                         |
| 10.                          | «Hey Stephen»                                                                 | 4:14                         |
| 11.                          | «White Horse» (writers: Свіфт, Роуз)                                          | 3:54                         |
| 12.                          | «You Belong with Me» (writers: Свіфт, Роуз)                                   | 3:51                         |
| 13.                          | «Breathe» (із Колбі Кейллат; writers: Свіфт, Caillat)                         | 4:23                         |
| 14.                          | «Tell Me Why» (writers: Свіфт, Роуз)                                          | 3:20                         |
| 15.                          | «You're Not Sorry»                                                            | 4:21                         |
| 16.                          | «The Way I Loved You» (writers: Свіфт, Rich)                                  | 4:04                         |
| 17.                          | «Forever & Always»                                                            | 3:45                         |
| 18.                          | «The Best Day»                                                                | 4:05                         |
| 19.                          | «Change»                                                                      | 4:40                         |
| 79:19                        |                                                                               |                              |

| Fearless – Платинове видання (DVD) | Fearless – Платинове видання (DVD)                    | Fearless – Платинове видання (DVD) | Fearless – Платинове видання (DVD) |
| #                                  | Назва                                                 | Режисер(и)                         | Тривалість                         |
| ---------------------------------- | ----------------------------------------------------- | ---------------------------------- | ---------------------------------- |
| 1.                                 | «Change» (music video)                                | Shawn Robbins                      | 3:47                               |
| 2.                                 | «The Best Day» (music video)                          | Свіфт                              | 4:34                               |
| 3.                                 | «Love Story» (music video)                            | Trey Fanjoy                        | 3:54                               |
| 4.                                 | «White Horse» (music video)                           | Trey Fanjoy                        | 4:03                               |
| 5.                                 | «You Belong with Me» (music video)                    | Roman White                        | 4:37                               |
| 6.                                 | «Love Story» («On the Set» Behind the Scenes)         |                                    | 22:00                              |
| 7.                                 | «White Horse» («On the Set» Behind the Scenes)        |                                    | 22:00                              |
| 8.                                 | «You Belong with Me» («On the Set» Behind the Scenes) |                                    | 20:45                              |
| 9.                                 | «Fearless Tour 2009 Photo Gallery»                    |                                    |                                    |
| 10.                                | «Fearless Tour 2009 First Show Behind the Scenes!»    |                                    | 10:41                              |
| 11.                                | «CMT Awards Thug Story» (із T-Pain)                   | Peter Zavadil                      | 1:26                               |

| Fearless – Платинове видання для Target (бонусні відео) | Fearless – Платинове видання для Target (бонусні відео) | Fearless – Платинове видання для Target (бонусні відео) |
| #                                                       | Назва                                                   | Тривалість                                              |
| ------------------------------------------------------- | ------------------------------------------------------- | ------------------------------------------------------- |
| 12.                                                     | «Untouchable» (Live from Clear Channel's Stripped)      | 3:45                                                    |
| 13.                                                     | «Fearless» (Live from Clear Channel's Stripped)         | 3:23                                                    |

| Fearless – Платинове видання для Walmart (бонусні відео) | Fearless – Платинове видання для Walmart (бонусні відео) | Fearless – Платинове видання для Walmart (бонусні відео) |
| #                                                        | Назва                                                    | Тривалість                                               |
| -------------------------------------------------------- | -------------------------------------------------------- | -------------------------------------------------------- |
| 12.                                                      | «Love Story» (Live from V Festival)                      | 4:27                                                     |
| 13.                                                      | «You Belong with Me» (Live from V Festival)              | 5:01                                                     |

## Чарти
| Чарт (2008-09)                    | Місце |
| --------------------------------- | ----- |
| Australian Albums Chart           | 2     |
| Australian Country Chart          | 1     |
| Austrian Albums Chart             | 14    |
| Belgian Albums Chart (Фландрія)   | 52    |
| Belgian Albums Chart (Валлонія)   | 68    |
| Brazilian Albums Chart            | 18    |
| Canadian Albums Chart             | 1     |
| Danish Albums Chart               | 23    |
| European Top 100 Albums           | 18    |
| Dutch Albums Chart                | 43    |
| French Albums Chart               | 26    |
| German Albums Chart               | 12    |
| Greek International Albums Chart  | 19    |
| Irish Albums Chart                | 7     |
| Japanese Albums Chart             | 8     |
| Mexican Albums Chart              | 37    |
| New Zealand Albums Chart          | 1     |
| Norwegian Albums Chart            | 5     |
| Russian Albums Chart              | 17    |
| Spanish Album Chart               | 28    |
| Swedish Albums Chart              | 12    |
| Swiss Albums Chart                | 35    |
| UK Albums Chart                   | 5     |
| UK Country Albums Chart           | 1     |
| U.S. Billboard 200                | 1     |
| U.S. Billboard Top Country Albums | 1     |

## Продажі й сертифікація
| Регіон          | Повайдер     | Сертифікація (таблиця продажів та сертифікатів) | Продажі   |
| --------------- | ------------ | ----------------------------------------------- | --------- |
| Австралія       | ARIA         | 7× Платина                                      | 500,000   |
| Австрія         | IFPI Austria | Золото                                          | 100,000   |
| Канада          | CRIA         | 4× Платина                                      | 530,000   |
| Ірландія        | IRMA         | 2× Платина                                      | 30,000    |
| Японія          | RIAJ         | Золото                                          | 245,000   |
| Нова Зеландія   | RIANZ        | 3× Платина                                      | 50,000    |
| Норвегія        | IFPI Norway  | Золото                                          | 15,000    |
| Філіппіни       | PARI         | 9x Платина                                      | 140,000   |
| Мексика         | AMPROFON     | Золото                                          | 40,000    |
| Велика Британія | BPI          | Платина                                         | 550,000   |
| США             | RIAA         | 7× Платина                                      | 7,150,566 |

## Історія релізів
| Країна                        | Дата              |
| ----------------------------- | ----------------- |
| США                           | 11 листопада 2008 |
| Канада                        | 11 листопада 2008 |
| Австралія                     | 15 листопада 2008 |
| Австралія (Розширене видання) | 28 лютого 2009    |
| Ірландія                      | 6 березня 2009    |
| Італія                        | 6 березня 2009    |
| Тайвань                       | 6 березня 2009    |
| Велика Британія               | 8 березня 2009    |
| Філіппіни                     | 8 березня 2009    |
| Індія                         | березень 2009     |
| Нова Зеландія                 | 9 березня 2009    |
| Росія                         | 9 березня 2009    |
| Швеція                        | 11 березня 2009   |
| Бельгія                       | 11 березня 2009   |
| Мексика                       | 17 березня 2009   |
| Європейський Союз             | 20 березня 2009   |
| Бразилія                      | 31 березня 2009   |
| Іспанія                       | 31 березня 2009   |
| Німеччина                     | 15 травня 2009    |
| Японія                        | 24 червня 2009    |
| Франція                       | 20 липня 2009     |